# Esequiel Barco
Esequiel Omar Barco (Villa Gobernador Gálvez, 29 de marzo de 1999) es un futbolista argentino. Juega como delantero o mediocampista en el F.C. Spartak de Moscú de Liga Premier de Rusia.

## Trayectoria

### CAJU
Esequiel Barco dio sus primeros pasos en las categorías infantiles de un club ubicado en la ciudad de Pueblo Esther, Santa Fe, llamado CAJU (Club Atlético Juventud Unida).

### Independiente
Llegó a Independiente proveniente de la Asociación Atlética Jorge Bernardo Griffa de la zona sur de Rosario a comienzos del año 2015 por recomendación de Diego Griffa, hijo de Jorge Griffa, quien se encontraba trabajando como coordinador general de las divisiones inferiores de Independiente. En junio de 2016 fue subido a Primera División por Gabriel Milito cuando Barco se desempeñaba en la sexta división del club de Avellaneda. En sus primeros días con el plantel superior disputó un partido como titular ante Defensor Sporting de Uruguay.
Su debut oficial con la camiseta de Independiente se daría en 16avos de final de la Copa Argentina 2015-16 ante Club Social y Deportivo Defensa y Justicia, entrando a los 55 minutos y mostrando importantes condiciones con las que evolucionaría partido a partido y lo llevaría a ser una de las grandes promesas del club, más allá de que ese partido fue derrota 1 a 0 con los de Florencio Varela y quedaría eliminado de la copa.
El 8 de agosto de 2016 debutó internacionalmente en un partido por la Copa Sudamericana 2016 contra Lanús donde entró en el segundo tiempo. Ese mismo día Independiente ganó 2-0 a Lanús en La Fortaleza.
Por la segunda fecha del Campeonato de Primera División 2016-17 el día 10 de septiembre marcaría su primer gol en el minuto 45+1' del segundo tiempo en el Estadio Libertadores de América, frente a Godoy Cruz en un partido que terminaría con victoria del Rojo por 2-0.
Su segundo gol fue el 9 de abril ante Patronato por la fecha 19 del Campeonato de Primera División 2016-17 en el minuto 40' del primer tiempo en el Estadio Presbítero Bartolomé Grella.
En el partido contra Lanús por la fecha 30 del Campeonato de Primera División 2016-17 dónde el rojo tenía que ganar para clasificar a la Libertadores del año siguiente, empató 1 a 1 y se quedó afuera, Barco malogró un penal. Como premio consuelo ese plantel se consagró campeón de la Copa Sudamericana 2017, siendo pieza fundamental del mismo, con goles a Club de Deportes Iquique en 16avos de final, Club Libertad  en semifinales (con su penal logró contribuir a la remontada) y el gol más importante y uno de los más gritados por el hincha rojo: el gol en el Estadio de Maracaná ante Clube de Regatas do Flamengo en la final que le daría al rojo otra copa internacional.
El 25 de abril de 2017 emisarios del Benfica se reúnen con dirigentes de Independiente sobre un posible traspaso de Esequiel Barco, ofrecieron pagar 6 millones de euros por el 50 % del pase del jugador, pero dirigentes de Independiente se negaron a venderlo.

### Atlanta United
El 12 de enero de 2018 Barco es vendido al Atlanta United de la Major League Soccer en una suma de U$S 15.000.000 limpios para Club Atlético Independiente y un 30% de la ficha del jugador quedaría para el rojo en caso de futura reventa antes del 2019, pasando la fecha si hay reventa sea cual sea el Club Atlético Independiente solo recibirá el 10%.
El 8 de diciembre de 2018, se consagra campeón de la MLS Cup, tras vencer 2-0 al Portland, ingresando a poco tiempo del final por Miguel Almirón, consiguiendo así su primer título en la MLS.

### River Plate
En enero de 2022 Barco arribó a C. A. River Plate en condición de préstamo por 4,4 millones de dólares, con una opción de compra por siete millones de dólares. En junio de 2023 River decidió la compra del jugador. Al mes siguiente, se consagró campeón del Campeonato de Primera División 2023, con doce goles marcados.

## Selección nacional

### Selección sub-20
A partir de sus buenos rendimientos en Independiente, en enero de 2017, Claudio Úbeda lo convocó para formar parte del plantel que disputó el Sudamericano Sub-20 que fue  realizado en Ecuador, llevando la camiseta con el número 10.
Tras su paso por el Sudamericano Sub-20, Independiente decidió no ceder a Esequiel Barco a la Copa Mundial de Futbol Sub-20 de 2017.

### Participaciones en Sudamericanos
| Competición              | Sede    | Resultado    | Partidos | Goles |
| ------------------------ | ------- | ------------ | -------- | ----- |
| Sudamericano Sub-20 2017 | Ecuador | Cuarto lugar | 8        | 0     |

### Participaciones en Copas del Mundo
| Torneo                   | Sede    | Resultado        | Partidos | Goles |
| ------------------------ | ------- | ---------------- | -------- | ----- |
| Copa Mundial Sub-20 2019 | Polonia | Octavos de final | 4        | 2     |

### Selección sub-23

#### Participaciones en Juegos Olímpicos
| Torneo                | Sede  | Resultado      | Partidos | Goles |
| --------------------- | ----- | -------------- | -------- | ----- |
| Juegos Olímpicos 2020 | Tokio | Fase de grupos | 2        | 0     |

## Estadísticas

### Clubes
| Club | Div.          | Temporada     | Liga  | Liga  | Liga   | Copas nacionales(1) | Copas nacionales(1) | Copas nacionales(1) | Torneos internacionales(2) | Torneos internacionales(2) | Torneos internacionales(2) | Total | Total | Total |
| Club | Div.          | Temporada     | Part. | Goles | Asist. | Part.               | Goles               | Asist.              | Part.                      | Goles                      | Asist                      | Part. | Goles | Asist |
| --- | ------------- | ------------- | ----- | ----- | ------ | ------------------- | ------------------- | ------------------- | -------------------------- | -------------------------- | -------------------------- | ----- | ----- | ----- |
| C. A. Independiente Argentina | 1.ª           | 2016-17       | 30    | 4     | 3      | 1                   | 0                   | 0                   | 6                          | 0                          | 0                          | 37    | 4     | 3     |
| C. A. Independiente Argentina | 1.ª           | 2017-18       | 8     | 1     | 2      | 2                   | 0                   | 0                   | 10                         | 3                          | 2                          | 20    | 4     | 4     |
| C. A. Independiente Argentina | Total club    | Total club    | 38    | 5     | 5      | 3                   | 0                   | 0                   | 16                         | 3                          | 2                          | 57    | 8     | 7     |
| Atlanta United F. C. Estados Unidos | 1.ª           | 2018          | 31    | 4     | 2      | 2                   | 1                   | 1                   | —                          | —                          | —                          | 33    | 5     | 3     |
| Atlanta United F. C. Estados Unidos | 1.ª           | 2019          | 18    | 4     | 3      | 3                   | 0                   | 1                   | 5                          | 0                          | 2                          | 26    | 4     | 6     |
| Atlanta United F. C. Estados Unidos | 1.ª           | 2020          | 12    | 2     | 2      | 3                   | 0                   | 0                   | 4                          | 0                          | 0                          | 19    | 2     | 2     |
| Atlanta United F. C. Estados Unidos | 1.ª           | 2021          | 26    | 7     | 6      | —                   | —                   | —                   | 3                          | 1                          | 1                          | 29    | 8     | 7     |
| Atlanta United F. C. Estados Unidos | Total club    | Total club    | 87    | 17    | 13     | 8                   | 1                   | 2                   | 12                         | 1                          | 3                          | 107   | 19    | 18    |
| C. A. River Plate Argentina | 1.ª           | 2022          | 24    | 1     | 2      | 14                  | 2                   | 2                   | 7                          | 2                          | 0                          | 45    | 5     | 4     |
| C. A. River Plate Argentina | 1.ª           | 2023          | 25    | 5     | 3      | 20                  | 2                   | 5                   | 8                          | 2                          | 1                          | 53    | 9     | 9     |
| C. A. River Plate Argentina | 1.ª           | 2024          | 5     | 1     | 0      | 17                  | 1                   | 6                   | 6                          | 0                          | 1                          | 29    | 2     | 7     |
| C. A. River Plate Argentina | Total club    | Total club    | 54    | 7     | 5      | 51                  | 5                   | 13                  | 21                         | 4                          | 2                          | 127   | 16    | 20    |
| F. C. Spartak de Moscú · Rusia | 1.ª           | 2024-25       | 27    | 12    | 7      | 9                   | 2                   | 2                   | –                          | –                          | –                          | 36    | 14    | 9     |
| F. C. Spartak de Moscú · Rusia | 1.ª           | 2025-26       | 5     | 1     | 1      | 1                   | 0                   | 0                   | –                          | –                          | –                          | 6     | 1     | 1     |
| F. C. Spartak de Moscú · Rusia | Total club    | Total club    | 32    | 13    | 8      | 10                  | 2                   | 2                   | 0                          | 0                          | 0                          | 42    | 15    | 10    |
| Total carrera | Total carrera | Total carrera | 211   | 42    | 31     | 71                  | 8                   | 17                  | 49                         | 8                          | 6                          | 331   | 58    | 54    |
| (1) Las copas nacionales se refieren a la Copa Argentina, Copa de la Liga Profesional, U.S. Open Cup y la Copa de Rusia. (2) Las copas internacionales se refieren a la Copa Libertadores y Copa Sudamericana. |               |               |       |       |        |                     |                     |                     |                            |                            |                            |       |       |       |

### Selecciones
| Selección                                         | Temporada     | Amistosos | Amistosos | Amistosos | Sudamérica(1) | Sudamérica(1) | Sudamérica(1) | Mundial(2) | Mundial(2) | Mundial(2) | Total | Total | Total  | Media goleadora |
| Selección                                         | Temporada     | Part.     | Goles     | Asist.    | Part.         | Goles         | Asist.        | Part.      | Goles      | Asist.     | Part. | Goles | Asist. | Media goleadora |
| ------------------------------------------------- | ------------- | --------- | --------- | --------- | ------------- | ------------- | ------------- | ---------- | ---------- | ---------- | ----- | ----- | ------ | --------------- |
| Sub-20 Argentina                                  | 2017          | —         | —         | —         | 8             | 0             | 0             | —          | —          | —          | 8     | 0     | 0      | 0,00            |
| Sub-20 Argentina                                  | 2019          | 2         | 0         | 0         | —             | —             | —             | 4          | 2          | 2          | 6     | 2     | 2      | 0,00            |
| Sub-20 Argentina                                  | Total         | 2         | 0         | 0         | 8             | 0             | 0             | 4          | 2          | 2          | 14    | 2     | 2      | 0,00            |
| Sub-23 Argentina                                  | 2019          | 1         | 0         | 0         | —             | —             | —             | —          | —          | —          | 1     | 0     | 0      | 0,00            |
| Sub-23 Argentina                                  | Total         | 1         | 0         | 0         | —             | —             | —             | —          | —          | —          | 1     | 0     | 0      | 0,00            |
| Total carrera                                     | Total carrera | 3         | 0         | 0         | 8             | 0             | 0             | 4          | 2          | 2          | 15    | 2     | 2      | 0,00            |
| (1) Incluye los partidos del Sudamericano Sub-20. |               |           |           |           |               |               |               |            |            |            |       |       |        |                 |

## Palmarés

### Campeonatos nacionales
| Título              | Equipo               | País           | Año  |
| ------------------- | -------------------- | -------------- | ---- |
| Conferencia Este    | Atlanta United F. C. | Estados Unidos | 2018 |
| MLS Cup             | Atlanta United F. C. | Estados Unidos | 2018 |
| U.S. Open Cup       | Atlanta United F. C. | Estados Unidos | 2019 |
| Primera División    | C. A. River Plate    | Argentina      | 2023 |
| Trofeo de Campeones | C. A. River Plate    | Argentina      | 2023 |
| Supercopa Argentina | C. A. River Plate    | Argentina      | 2023 |

### Campeonatos internacionales
| Título            | Equipo              | Sede           | Año  |
| ----------------- | ------------------- | -------------- | ---- |
| Copa Sudamericana | C. A. Independiente | Río de Janeiro | 2017 |

### Distinciones individuales
| Distinción                                            | Año  |
| ----------------------------------------------------- | ---- |
| Premio Alumni a Jugador revelación en fútbol juvenil. | 2016 |
| Parte del Equipo Ideal de América                     | 2017 |